# 恐毛蝟屬
恐毛蝟屬（來自古希臘語，意思為「恐怖的鼠蝟」）鼠蝟亞科下已滅絕的一屬，棲息於中新世晚期（約700至1,000萬年前）的義大利，為加爾加諾地區的特有種，在晚中新世時，加爾加諾為獨立的島嶼，現今則是與大陸相連的半島。恐毛蝟屬的物種最早於1972年發表。
恐毛蝟和現存刺蝟同屬於蝟科，但不具有刺。牠們具有細而狹長、呈錐狀的頭部、小而尖的耳朵、長尾巴以及較長的毛髮。

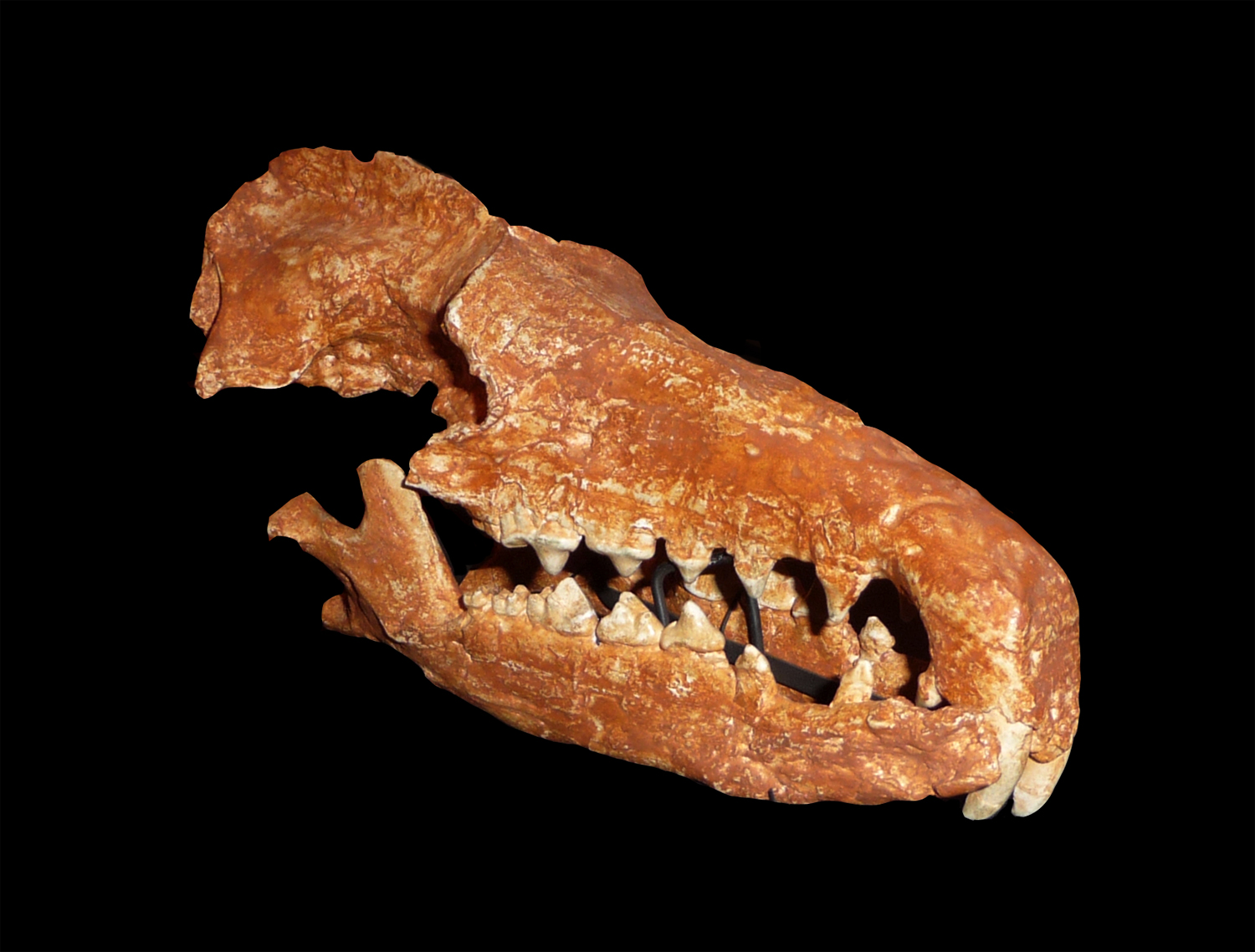
恐毛蝟（Deinogalerix koenigswaldi）的顱骨化石

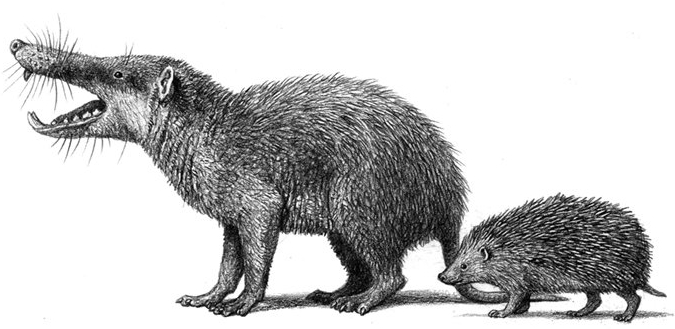
恐毛蝟（Deinogalerix）與現存的西歐刺蝟體型比較，由Mauricio Antón繪製

恐毛蝟（Deinogalerix koenigswaldi）的顱骨長度可達20（7.9英寸），體長則可達60（24英寸）。在原生的棲息地中牠們具有近似於貓狗的生態位，然而仍然有更上層的掠食者以他們為食，例如同樣棲息於該地區的大草鴞。
恐毛蝟屬被認為主要是食蟲動物，以小型無脊椎動物，如甲蟲、蜻蜓、蟋蟀、蝸牛等為食；但體型較大的物種則認為也可能會獵食小型哺乳動物、爬蟲類或鳥類。
在晚中新世時期時，現今的義大利於當時僅是群島，而在之後才逐漸與大陸相連。也因此在這些島嶼上演化出了許多與歐洲大陸相異的物種，而恐毛蝟就屬其中之一，被認為僅生存於加爾加諾地區。